# 최영철 (가수)
최가로 또는 최영철(1960년 ~ )은 대한민국의 가수이다.
대표곡에는 함경도 트위스트, 종이꽃, 사랑이 뭐길래 등이 있는 그는 1982년 언더그라운드 라이브 클럽에서 가수 첫 데뷔하였으며 1988년 정식 1집 앨범 <너를 위해서라면/ 친구곁에>

## 생애
충청북도 보은군에서 태어나 어릴적부터 가수의 꿈을 가졌던 그는 1983년 언더그라운드 라이브 클럽에서 록 음악가 가수 첫 데뷔하였고 이후 가수 함중아, 김장수 등의 도움 덕택으로 앞장서 많은 음악인들과의 만남을 주선으로 드디어 1988년, 그룹 <맥킨스>의 보컬로 데뷔했다.
데뷔 당시 최택으로 가명을 쓰며 동두천시 일대 나이트클럽에서 주로 공연을 했다. 이후 멕킨스가 해체되고 어려운 시기에 당면했다. 이 때 당시 대표 이현준의 남양기획에서 음반부서실장을 맡으며 윤희상, 문희옥과 함께 활동을 이어왔다.
2000년도 팝 발라드 풍의 독특한 가창력으로 <함경도 트위스트>를 발표하여 방송가와 다운 타운가의 돌풍을 몰고 왔다. 그 후 솔로로 활동하다가 <종이꽃>이라는 곡으로 대중들의 주목을 받았다.
2005년에 안치행이 직곡한 <사랑이 뭐길래>라는 곡을 부르면서 그의 최고 히트곡으로 떠올라 전성기를 이루었다. 특히 4,50대 연령층들에게 유명세를 떨쳤다. 이 여세를 몰아 2010년에는 편곡한 버전으로 부르게 되었다.

## 학력
- 충북대학교 무역학과 졸업
- 서대전고등학교 졸업

## 데뷔
- 2000년 노래 "함경도 트위스트"

## 활동
- 2018년 <연상의 여인 EDM Remix>
- 2018년 <내가 이려려고>
- 2015년 <다시 찾은 제천역>
- 2015년 <시루봉>
- 2013년 <미쳤다>
- 2011년 <백분의 십>
- 2010년 <사랑이 뭐길래 (2010)>
- 2005년 <사랑이 뭐길래>
- 2003년 <종이꽃/ 희망가>
- 2000년 <함경도 트위스트/ 사랑하나 이별하나>

## 수상 경력
- 2009년 제9회 한국전통가요대상 남자 신인상